# 동명 FC
동명 FC는 부산광역시에 위치한 under-18팀 유형의 축구단이다. 부산광역시에 부족한 고등학교 축구부로 인하여 부산 출신 학생들이 고등학교 진학시 타 지역으로 이동하는 경우가 잦아 지역 인재 유출을 막기 위하여 동명공업고등학교 학생들이 주축이 되어 창단한 유소년 팅이다.이에 전 선문대학교 축구부 코치 조성래 감독이 팀의 첫 감독직을 맡았으며, 지역 프로팀인 부산 아이파크의 관계자가 직접 창단식에 찾아 가 축하 인사와 부산 지역 내에서의 축구 발전과 활성화 및 교류를 약속했다.

## 참고 문헌
- “KFA 통합경기정보 시스템”. 대한축구협회.

## 같이 보기
- 동명공업고등학교